# سمیه محمدی
سمیه محمدی (۸ سپتامبر ۱۹۸۰)، یک زن ایرانی و از اعضای سازمان مجاهدین خلق است. او به‌دلیل مناقشاتی که پیرامون عضویتش در سازمان مجاهدین خلق به‌وجود آمده، تحت پوشش رسانه‌ای قرار گرفته‌است.
به گفتهٔ پدرش مصطفی محمدی، یکی از اعضای سابق سازمان مجاهدین خلق، سمیه توسط مجاهدین خلق گروگان گرفته شده‌است، اما سمیه به‌طور علنی این ادعاها را رد کرده و علیه پدر خود شکایت کرده‌است. سمیه مدعی است پدرش مأمور مخفی ایران است. به گفتهٔ سمیه، او در سال ۱۹۹۸ داوطلبانه و «به دنبال آزادی و دموکراسی برای ایران» به سازمان مجاهدین خلق پیوسته‌است.
سمیه در مقر سازمان مجاهدین خلق – قبلاً در عراق و اکنون در آلبانی – زندگی می‌کند. وی در سال ۱۹۹۴ به‌همراه خانواده‌اش از ایران به کانادا مهاجرت کرده‌است والدین او ادعا می‌کنند که از سال ۱۹۹۷ در تلاش برای بازگرداندن او به خانه بوده‌اند. سمیه در سال ۱۹۹۷ برای بازدید از کمپ اشرف به عراق رفته بود و دیگر به کانادا بازنگشت. به گفتهٔ پدرش، مجاهدین خلق، پس از آن که او را متقاعد کردند که اجازه دهد دخترش برای یک اردوی آموزشی دو هفته‌ای به عراق برود، سمیه را در نوجوانی از کانادا ربوده‌اند. برادر سمیه بعد از تلاش های فروان پدر به کانادا بازگشت. به گزارش گاردین، «مجاهدین خلق اصرار دارند که سمیه مایل به ترک اردوگاه نیست و در نامه‌ای که منتشر کرده‌است، پدرش را متهم به کار برای دستگاه اطلاعاتی ایران کرده‌است.» به گفتهٔ وکیل سمیه محمدی، دادستانی آلبانی از رسیدگی به این پرونده امتناع کرده‌است؛ چرا که سمیه گفته‌است که او نگهداری او در سازمان مجاهدین خلق برخلاف میل او نیست. این وکیل همچنین گفته‌است که وی و خانواده‌اش به‌دلیل وکالت از سمیه محمدی، در فضای مجازی هدف تهدیدهایی از سوی افراد ناشناس قرار گرفته‌اند.

## عضویت در مجاهدین خلق
سمیه محمدی در سال ۱۹۹۷ در ۱۵ سالگی با پدر و مادرش کانادا را به مقصد کمپ اشرف در عراق ترک کرد. مصطفی محمدی، پدر سمیه، گفت که یک زن از این سازمان به دخترش پیشنهاد حضور در یک اردوی آموزشی دو هفته‌ای در کمپ اشرف را داده‌بود. مصطفی در آن زمان یکی از اعضای مجاهدین خلق بود و معمولاً کمک‌های مالی برای سازمان مجاهدین خلق را جمع‌آوری می‌کرد. او معتقد بود که سمیه در شرایط بدی زندگی می‌کند و مجاهدین خلق او را شکنجه می‌کنند. سمیه در نامه‌ای از وزیر کشور آلبانی خواسته‌است که پدرش را از اقامت در آلبانی منع کند. او گفته‌است که حضور او در آلبانی یک «مشکل امنیتی» برای سایر اعضای سازمان مجاهدین خلق است.
سمیه در یک ویدئو در مصاحبه‌ای با دو روزنامه‌نگار آلبانیایی ظاهر شد؛ این دو روزنامه‌نگار از معدود افرادی بودند که اجازهٔ دیدن او را داشتند. سمیه فقط در داخل خانه و تحت نظارت مجاهدین خلق مجاز است با دیگران صحبت کند. او در این مصاحبه با لباس شبه‌نظامیان سازمان مجاهدین خلق حاضر شد و پدرش را متهم کرد که مأمور دستگاه اطلاعاتی ایران است. او در این مصاحبه ادعا کرد که می‌تواند به هر کجا که می‌خواهد برود، اما فقط انتخابش این است که چنین نکند. مجاهدین خلق اعلام کرده‌اند که سمیه دوست ندارد کمپ اشرف را ترک کند، اما والدین سمیه خواسته‌اند دخترشان را در خارج از کمپ و بدون سرپرستانش ملاقات کنند. خانوادهٔ محمدی اظهار دارند که سمیه هرگز اجازهٔ خروج از کمپ را ندارد و زندانی می‌شود و به‌واسطهٔ تهدید به شکنجه، مجبور می‌شود که اعلامیه‌های ویدئویی منتشر کند. مادر سمیه گفته‌است: «سمیه دختری خجالتی است. من می‌دانستم که او می‌خواهد [کمپ را] ترک کند، اما تحت فشار است زیرا عضو و افسر مجاهدین خلق او را تهدید کرده‌است.»
در ۱۷ اکتبر ۲۰۱۳، نامه‌ای از سوی سمیه به مقامات کانادایی ارسال شد که در آن از آن‌ها خواسته شده‌بود که او را در سریع‌ترین زمان ممکن دوباره به کانادا برگردانند، اما او دیگر پاسپورت کانادایی نداشت و کمک به او امکان‌پذیر نبود. پدرش گفته‌است: «چه کسی می‌داند که مجاهدین خلق با او چه کرده‌است». پس از مدتی، یک کتاب پی‌دی‌اف با نام پایان یک توطئه به نام او منتشر شد. طبق محتوای این کتاب، او نظر خود را تغییر داده و اعلام کرده‌است که مایل است در سازمان مجاهدین خلق بماند.
او یکی از حدود ۲۰۰۰ تا ۳۰۰۰ نفر از اعضای مجاهدین خلق است که در داخل اردوگاه این گروه به‌نام اشرف ۳ در حومهٔ شهر دراج زندگی می‌کنند.

## پیشینه
مصطفی محمدی، پدر سمیه، در سال ۱۹۹۴ با هدف پناهندگی سیاسی به کانادا نقل مکان کرد. مصطفی و ربابه محمدی ادعا می‌کنند که از سال ۱۹۹۷ تلاش کرده‌اند دخترشان را از مجاهدین خلق پس بگیرند. طبق گفتهٔ والدین سمیه، آنها از خانهٔ خود در کانادا به پاریس، اردن، عراق و اکنون آلبانی رفته‌اند تا دخترشان را ملاقات کنند و او را از مجاهدین خلق پس بگیرند. آنها مدعی شده‌اند که در طول سفر خود به آلبانی از سوی دو مأمور اطلاعاتی آلبانیایی تحت تعقیب بوده‌اند. مصطفی تصریح کرده‌است که «ما علیه هیچ گروه و کشوری کار نمی‌کنیم. ما فقط سعی می‌کنیم دخترمان را بیرون از اردوگاه مجاهدین خلق ملاقات کنیم. او می‌تواند آزادانه انتخاب کند که در کمپ بماند یا با ما به خانهٔ خود در کانادا بازگردد.» وی همچنین گفته‌است که مجاهدین خلق دختر و پسرش را در سال ۱۹۹۷ از کانادا «دزدیده‌اند». او تنها در زمان سفر به عراق به‌منظور بازدید از کمپ اشرف تنها ۱۷ سال داشت. با این حال، سمیه گفته‌است که مانند هر ایرانی دیگری، در سال ۱۹۹۸ به‌طور داوطلبانه کانادا را برای پیوستن به مجاهدین خلق ترک کرده‌است. مادر سمیه معتقد است که دخترش یک دختر خجالتی است و اعضای مجاهدین خلق امثال او را تهدید کرده‌اند و اگر او بتواند آزادانه انتخاب کند، کمپ اشرف و سازمان مجاهدین خلق را ترک خواهد کرد.

## واکنش‌ها
سازمان مجاهدین خلق در سال ۲۰۱۸ بیانیه‌ای را در رسانه‌های آلبانیایی منتشر کرده‌است و سمیه را به‌عنوان نویسندهٔ این بیانیه معرفی کرده‌است. در این نامه، پدر سمیه به‌عنوان مأمور اطلاعات ایران معرفی شده‌است. اخیراً سمیه در یک مصاحبهٔ ویدئویی در داخل سازمان مجاهدین خلق اعلام کرده‌است که تمایل دارد عضو این گروه بماند. خانوادهٔ محمدی طی نامه‌هایی سرگشاده به دخترشان و سیاستمداران آلبانیایی پاسخ داده و خواستار ملاقات با دخترشان شده‌اند.
به‌گفتهٔ سمیه، او تمام داستان خود را در کتابی به زبان فارسی و انگلیسی منتشر کرده‌است تا تلاش‌های پدرش برای سوءاستفاده از او را شرح دهد. او همچنین پدر خود را به‌عنوان یک مأمور مخفی ایرانی، به دست داشتن در قتل‌های اردوگاه‌های اشرف و لیبرتی در عراق متهم کرده‌است.
مرتضی پایه‌شناس فیلم مستندی به‌نام فیلم ناتمامی برای دخترم سمیه (۲۰۱۴) دربارهٔ داستان او کارگردانی کرده‌است. این فیلم از صدا و سیمای جمهوری اسلامی ایران پخش شده‌است.
سمیه محمدی گفته‌است که فیلم‌ها و عکس‌های استفاده شده در این مستند «در اختیار دستگاه اطلاعاتی رژیم قرار گرفته تا مستندی علیه سازمان مجاهدین خلق بسازد».